# Orthonama vinosata
Orthonama vinosata là một loài bướm đêm trong họ Geometridae.